# Suicidio del piloto
El Suicidio del piloto (en inglés: Pilot by suicide) es una de las causas más controvertidas en los accidentes e incidentes de aviación en el que un piloto estrella o intenta estrellar deliberadamente una aeronave como acto suicida, con o sin la intención de causar daño a los pasajeros a bordo o a las personas en tierra. 

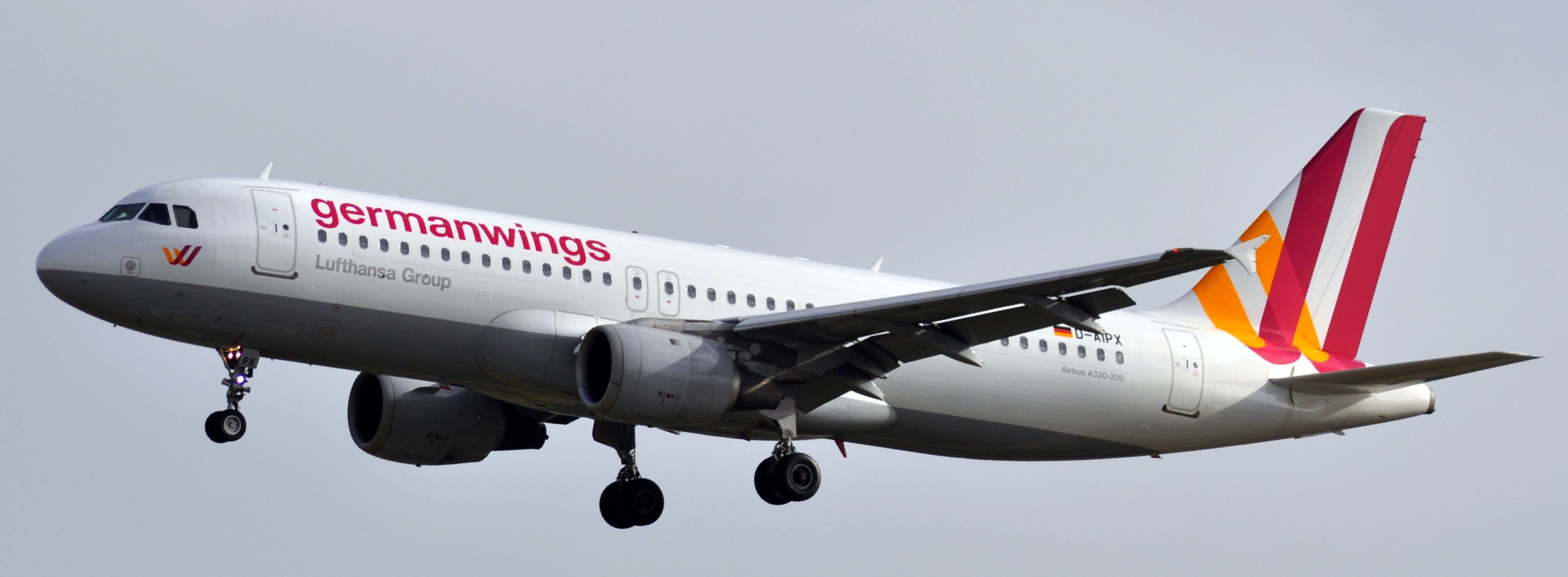
El Airbus A320, que operaba el vuelo 9525 de Germanwings, se estrelló deliberadamente contra los Alpes el 24 de marzo de 2015, la causa del accidente fue el suicidio del copiloto Andreas Lubitz, matando a las 150 personas a bordo.

Si mueren otras personas, puede considerarse el acto como un tipo de asesinato-suicidio. El suicidio del piloto se sospecha que ha sido una de las posibles causas en varios accidentes de vuelos comerciales y se ha confirmado como la causa en otros casos. Determinar los motivos del suicidio de los pilotos puede ser un desafío para los investigadores de accidentes, ya que los pilotos pueden desactivar intencionalmente las grabadoras de vuelo o realizar otras acciones para impedir futuras investigaciones.  En consecuencia, probar definitivamente el suicidio del piloto puede ser un gran reto a largo plazo.

## Clasificación
Los investigadores no clasifican los incidentes aéreos como suicidios a menos que exista evidencia convincente que indique que el piloto tenía la intención de suicidarse. Esta evidencia puede incluir notas de suicidio, intentos de suicidio anteriores, amenazas explícitas de suicidio o un historial documentado de enfermedad mental. Un estudio realizado sobre los suicidios de pilotos entre 2002 y 2013 identificó 8 casos como suicidios definitivos, junto con cinco casos adicionales de causa indeterminada que pueden haber sido suicidios. En algunos casos, los investigadores pueden colaborar con expertos en terrorismo para investigar posibles conexiones con grupos extremistas, con el objetivo de determinar si el suicidio fue, o no, un acto de terrorismo.

## Estudios
Un estudio de 2016 publicado en Aerospace Medicine and Human Performance analizó los casos de suicidio y homicidio-suicidio en los que se vieron implicados aeronaves. En él se afirma que:

"En la literatura aeromédica y en los medios de comunicación, estos dos hechos tan diferentes se describen como suicidio de pilotos, pero en psiquiatría se consideran hechos separados con factores de riesgo distintos".

En los años 1999-2015, el estudio encontró 65 casos de suicidios de pilotos (en comparación con 195 errores del pilotos) y 6 casos de pasajeros que saltaron desde la aeronave. Hubo 18 casos de homicidio-suicidio, con un total de 732 muertes; de estos casos, 13 fueron perpetrados por pilotos. En comparación con las muestras no relacionadas con la aviación, un gran porcentaje de los suicidios de pilotos en este estudio fueron homicidios-suicidios (17%).
Un estudio de Bloomberg News realizado en junio de 2022, centrado en accidentes de aviones comerciales construidos en Occidente, reveló que los suicidios de pilotos se clasificaron como la segunda causa más frecuente de muertes en accidentes aéreos entre 2011 y 2020. Además, el estudio encontró que las muertes resultantes de suicidios de pilotos aumentaron durante el período de 1991 a 2020, mientras que las muertes por causas accidentales disminuyeron significativamente. Sin embargo, la mayoría de los casos de suicidio por parte de pilotos involucran a la aviación en general en aeronaves pequeñas, donde normalmente el piloto es el único ocupante de la aeronave. En aproximadamente la mitad de estos casos, el piloto había consumido drogas, a menudo alcohol o antidepresivos, lo que normalmente daría como resultado la prohibición de volar. Muchos de estos pilotos han ocultado sus antecedentes de enfermedades mentales a los entes reguladores de seguridad aérea.

## Prevención
Las regulaciones de los entes en los Estados Unidos, requieren que al menos dos miembros de los pilotos esté en la cabina de vuelo en todo momento por razones de seguridad, para poder ayudar en cualquier emergencia médica o de otro tipo, incluida la intervención si un miembro de los pilotos intenta estrellar el avión.  Después del accidente deliberado del vuelo 9525 de Germanwings el 24 de marzo de 2015, algunas aerolíneas europeas, canadienses y japonesas adoptaron una política de dos personas en la cabina al igual que todas las aerolíneas australianas para aeronaves con 50 o más asientos para pasajeros.